# Ancón (geografía)

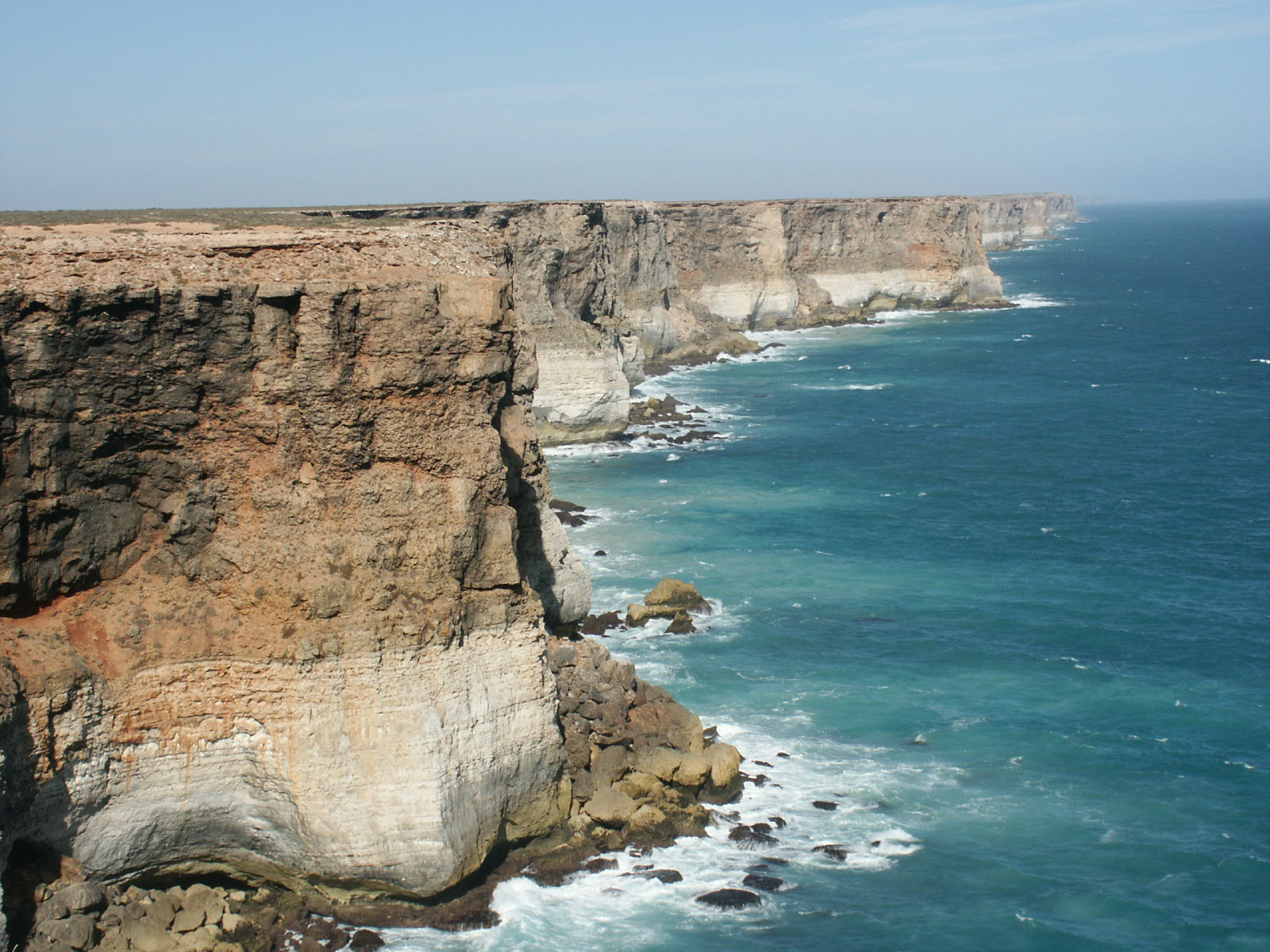
Gran Bahía Australiana

En geografía, un ancón es un cuerpo acuífero navegable de mayor tamaño que una ensenada y menos profundo que un seno; el término podría referirse también a una curva o recodo en la línea costera.

## Ancones prominentes
- Ancón de McKenzie
- Ancón de Nueva York
- Ancón de Portland (Jamaica)
- Ancón de Robson
- Ancón de Sardinas
- Ancón del Atlántico Sur
- Ancón del Norte de Taranaki
- Ancón del Sur de Taranaki
- Bahía Alemana
- Bahía de Campeche
- Bahía de Santa Mónica
- Bahía de Trinity
- Cerro Ancón
- Gran Bahía Australiana
- Golfo de Benín
- Golfo de Biafra
- Golfo de Mecklemburgo